# Aborichthys cataracta
Aborichthys cataracta je paprskoploutvá ryba z čeledi Nemacheilidae.
Druh byl popsán roku 2014 ichtyology Muthukumarasamym Arunachalamem, Manickamem Rajou, Punniyamem Malaiammalem a Richardem L. Maydenem.

## Popis a výskyt
Maximální délka ryby je 9,3 cm.
Má protáhlé tělo. Na těle jsou zřetelné tmavé úzké příčné pruhy, oddělené užšími žlutými meziprostory. Přední část těla je tmavá, břicho bílé. Hřbetní ploutev je lemovaná dvěma řadami černých skvrn. Prsní, řitní a ocasní ploutev je tmavě bílá. Ocasní ploutev je poloměsíčitá, se dvěma černými pruhy.
Jejím nalezištěm jsou vody říček spojujících řeku Rangu v Horním Subansiru v indickém státu Arunáčalpradéš. Objevena byla ve vývařištích vodopádů.